# موسى والراعي (قصة)
موسى والراعي هي قصة من العمل الصوفي الذي يعود تاريخه إلى القرن الثالث عشر، وهو كتاب مثنوي، للشاعر الفارسي جلال الدين الرومي.
تحكي القصة كيف سمع موسى ذات يوم صوت راعٍ جاهل يصلي إلى الله. يعد الراعي بغسل ملابس الله، وإحضار الحليب له للشرب، وتمشيط شعر الله وقتل قمله، وغير ذلك من الأعمال التي قد يفعلها الإنسان لصديقه الحبيب. يوبخ موسى الراعي لأنه نسب إلى الله صفات بشرية، وأيضًا لأنه تكلم مع الله بهذه الطريقة المألوفة. يعتذر الراعي بشدة ويمزق ثوبه ندمًا.
ولكن الله نفسه يوبخ موسى على الفور لأنه يثبط عزيمة الراعي الأمين. يقول الله إن كل الصلوات لها قيمة، وكل شخص يعبد بطريقته الخاصة، والله لا ينزعج من الألفة أو الجهل. وعلاوة على ذلك، يقول الله، في حين أن الراعي قد يكون لديه مفهوم خاطئ عن الله، فمن الكبرياء من جانب موسى أن يعتقد أن مفهوم موسى نفسه أقرب إلى الطبيعة المتعالية الفعلية لله. لذلك يقول الله، فليصل كل واحد على طريقته. موسى، بعد أن تأدب، يجد الراعي مرة أخرى ويعتذر له.

## طالع أيضًا
- مُوسى والراعي [الإنجليزية]، ألبوم للمغني التينور الإيراني شهرام ناظري